# 罗曼·斯维奇卡尔
罗曼·尤里耶维奇·斯维奇卡尔（烏克蘭語：Роман Юрійович Свічкар，1993年6月23日—），乌克兰男子击剑运动员，2018年世界锦标赛男子重剑个人铜牌得主、2019年世界锦标赛男子重剑团体银牌得主、2025年欧洲锦标赛男子重剑个人金牌得主。